# Шаттдорф
Шаттдорф (нім. Schattdorf) — громада  в Швейцарії в кантоні Урі.

## Географія
Громада розташована на відстані близько 95 км на схід від Берна, 3 км на південний схід від Альтдорфа.
Шаттдорф має площу 16,3 км², з яких на 13% дозволяється будівництво (житлове та будівництво доріг), 32,3% використовуються в сільськогосподарських цілях, 41% зайнято лісами, 13,8% не є продуктивними (річки, льодовики або гори).

## Демографія
2019 року в громаді мешкало 5413 осіб (+9,7% порівняно з 2010 роком), іноземців було 9,8%. Густота населення становила 331 осіб/км².
За віковим діапазоном населення розподілялося таким чином: 20,8% — особи молодші 20 років, 58,2% — особи у віці 20—64 років, 20,9% — особи у віці 65 років та старші. Було 2210 помешкань (у середньому 2,4 особи в помешканні).
Із загальної кількості 2891 працюючого 106 було зайнятих в первинному секторі, 1107 — в обробній промисловості, 1678 — в галузі послуг.